# Āghcheh Kandī
Āghcheh Kandī (persiska: آغچه کندی) är en ort i Iran.   Den ligger i provinsen Östazarbaijan, i den nordvästra delen av landet, 500 km väster om huvudstaden Teheran. Āghcheh Kandī ligger 1 678 meter över havet och antalet invånare är 267.
Terrängen runt Āghcheh Kandī är kuperad västerut, men österut är den platt. Runt Āghcheh Kandī är det ganska glesbefolkat, med 22 invånare per kvadratkilometer. Närmaste större samhälle är Bābā Kandī, 7,0 km öster om Āghcheh Kandī. Trakten runt Āghcheh Kandī består i huvudsak av gräsmarker.